# Poetry in motion (lied)
Poetry in motion is een single van Johnny Tillotson.
Het liedje is geschreven door Paul Kaufman en Mike Anthony. Zij zeiden dat de inspiratie voor dit lied voortkwam uit steeds voorbijlopende jongedames afkomstig uit een naburige school ("Poetry in motion see her gentle sway"). Voor de uitgaven zijn meerdere opnamen gemaakt, deelnemende musici waren saxofonist Boots Randolph en pianist Floyd Cramer. De versie met saxofonist King Curtis verbleef tot 2011 in de archieven.
De B-kant Princess, princess had Tillotson zelf geschreven.

## Hitnotering
Tillotson stond met Poetry in motion vijftien weken in de Billboard Hot 100 en haalde daarin de tweede plaats. Hij werd gestuit door Ray Charles met diens Georgia On My Mind. Het was Tillotons grootste hit aldaar, tevens het laatste grote succes van het platenlabel Cadence Records, dat eens floreerde met de Everly Brothers. In de UK Singles Chart hield Poetry in motion twee weken de eerste plaats bezet met in totaal vijftien weken notering. In 1979 kwam het nog even terug in die hitparade.
De Nederlandse Top 40, Nederlandse Daverende 30, Belgische BRT Top 30 en Vlaamse Ultratop 50 bestonden nog niet. Echter de sites van de Single Top 100 en Ultratop 50 lieten uit lijsten die daaraan voorafgingen wel noteringen zien:
- drie weken notering in Nederland met hoogste plaats 14
- acht weken notering in België met hoogste plaats 9.

### NPO Radio 2 Top 2000
Poetry in motion stond alleen in 2000 in de NPO Radio 2 Top 2000, op plek 1685.

## Covers
Van het lied is een bescheiden aantal covers bekend uitgevoerd door andere artiesten. Bobby Vee, Cliff Richard (hij bleef het nog lang zingen) en Mud zijn daarvan wellicht het bekendst. Gerd Böttcher gaf het in Deine Roten Lippen een Duitse titel mee, Orlando met Elle a des yeaux d’ange een Franse, Tommy Kenter met Poesi der gynger een Deense. Voor de Nederlandse markt was er Ben je mij vergeten, gezongen door Hank B. Memphis voor zijn elpee Jij daar, in de radio. Hij schreef zelf de Nederlandse tekst onder zijn eigenlijke naam Henk Bemboom, samen met Koos Bloemsma.